# Étoile de Bessèges-Tour du Gard 2024
L'Étoile de Bessèges-Tour du Gard 2024 est la 54e édition de cette course cycliste masculine. Elle devait se dérouler dans le Gard, en France entre le 31 janvier et le 4 février 2024 entre Bellegarde et Alès sur un parcours de 654,68 km et fait partie du calendrier UCI Europe Tour 2024 en catégorie 2.1. À la suite de l'annulation de la première étape, le parcours réel est ramené à 493,81 km.

## Présentation

### Parcours
La première  étape de la compétition part de Bellegarde pour y revenir, elle mesure 160,7 km avec 400 mètres de dénivelé positif. L’étape se conclut sur l’ascension de la Côte de la Tour (1200m à 7%) et compte deux côtes de troisième catégorie pour le classement de la montagne.
La seconde étape, bien plus vallonnée que la première (2000 mètres de dénivelé positif) relie Marguerites à Rousson. L’étape de 163,5km passe par le Col de la Baraque (1re catégorie) avant de se terminer sur un faux plat montant.
La troisième étape de 161,1km qui débute de Bessèges passe trois fois par le Col des Brousses avant de se terminer dans les rues de Bessèges.
La quatrième étape part de Méjannes-le-Clap pour y revenir, elle mesure 158,5 km et sera vallonnée. Elle enchaînera les difficultés, notamment les trois ascensions de la Côte de Méjannes-le-Clap où se jouera la victoire d’étape.
La cinquième et dernière étape sera un contre-la-montre de 10,6km dans les rues d'Alès. La première partie de l’étape est plate, le long du Gardon, mais la fin du parcours est une ascension vers la chapelle de l'Ermitage. C’est sûrement durant cette étape que se jouera la victoire au général.

### Équipes
| WorldTeams (7)- Alpecin-Deceuninck - Arkéa-B&B Hotels - Cofidis - Decathlon-AG2R La Mondiale - EF Education-EasyPost - Groupama-FDJ - Lidl-Trek ProTeams (8)- Bingoal WB - Equipo Kern Pharma - Lotto Dstny - Corratec-Vini Fantini - Team Flanders-Baloise - TotalEnergies - Tudor Pro Cycling Team - Uno-X Mobility Équipes continentales (4)- CIC U Nantes Atlantique - Nice Métropole Côte d'Azur - Saint Michel-Mavic-Auber 93 - Van Rysel-Roubaix |
| |

### Diffusion
La chaîne L'Équipe diffuse une grande partie de l'épreuve, en direct, avec les commentaires de Patrick Chassé et Christophe Riblon.

## Étapes
| Étape     | Date     | Villes étapes                       | type                        | Distance (km) | Dénivelé (m) | Vainqueur d'étape     | Leader du classement général |
| --------- | -------- | ----------------------------------- | --------------------------- | ------------- | ------------ | --------------------- | ---------------------------- |
| 1re étape | 31 janv. | Bellegarde – Bellegarde             | étape de plaine             | 160,6         | 518 m        | annulation de l'étape |                              |
| 2e étape  | 1 fév.   | Marguerittes – Rousson              | étape vallonnée             | 163,58        | 2 060 m      | Axel Laurance         | Axel Laurance                |
| 3e étape  | 2 fév.   | Bessèges – Bessèges                 | étape vallonnée             | 161,11        | 2 326 m      | Mads Pedersen         | Mads Pedersen                |
| 4e étape  | 3 fév.   | Méjannes-le-Clap – Méjannes-le-Clap | étape vallonnée             | 158,48        | 1 801 m      | Samuel Leroux         | Mads Pedersen                |
| 5e étape  | 4 fév.   | Alès – Alès                         | contre-la-montre individuel | 10,645        | 172 m        | Kévin Vauquelin       | Mads Pedersen                |

## Déroulement de la course

### 1reétape
Prévue autour de Bellegarde, la première étape est annulée la veille sous la pression de la préfecture, en raison des manifestations des agriculteurs. Pourtant les organisateurs de la course avaient trouvé un accord avec la FDSEA.

### 2eétape
Une échappée de trois coureurs est rattrapée dans les derniers kilomètres. L'ancien champion du monde Mads Pedersen est accompagné par ses équipiers jusqu'à l'arrivée à Rousson, en haut d'une côte, mais le Danois est doublé par Axel Laurance qui lui résiste et franchit la ligne en premier.
| \| Classement de l'étape \| Classement de l'étape \| Classement de l'étape \| Classement de l'étape \| Classement de l'étape \| \| Coureur \| Coureur \| Pays \| Équipe \| Temps \| \| --------------------- \| ---------------------- \| --------------------- \| -------------------------- \| --------------------- \| \| 1er \| Axel Laurance \| France \| Alpecin-Deceuninck \| 3 h 57 min 10 s \| \| 2e \| Mads Pedersen \| Danemark \| Lidl-Trek \| + 0 s \| \| 3e \| Kévin Vauquelin \| France \| Arkéa-B&B Hotels \| + 0 s \| \| 4e \| Kevin Geniets \| Luxembourg \| Groupama-FDJ \| + 0 s \| \| 5e \| Rémy Rochas \| France \| Groupama-FDJ \| + 4 s \| \| 6e \| Brent Van Moer \| Belgique \| Lotto Dstny \| + 4 s \| \| 7e \| Benoît Cosnefroy \| France \| Decathlon-AG2R La Mondiale \| + 7 s \| \| 8e \| Alex Baudin \| France \| Decathlon-AG2R La Mondiale \| + 7 s \| \| 9e \| Aurélien Paret-Peintre \| France \| Decathlon-AG2R La Mondiale \| + 7 s \| \| 10e \| Jenno Berckmoes \| Belgique \| Lotto Dstny \| + 11 s \| |                        |            |                            |                 |
| |                        |            |                            |                 |
| Source : ProCyclingStats |                        |            |                            |                 |
| Classement de l'étape |                        |            |                            |                 |
| Coureur | Coureur                | Pays       | Équipe                     | Temps           |
| 1er | Axel Laurance          | France     | Alpecin-Deceuninck         | 3 h 57 min 10 s |
| 2e | Mads Pedersen          | Danemark   | Lidl-Trek                  | + 0 s           |
| 3e | Kévin Vauquelin        | France     | Arkéa-B&B Hotels           | + 0 s           |
| 4e | Kevin Geniets          | Luxembourg | Groupama-FDJ               | + 0 s           |
| 5e | Rémy Rochas            | France     | Groupama-FDJ               | + 4 s           |
| 6e | Brent Van Moer         | Belgique   | Lotto Dstny                | + 4 s           |
| 7e | Benoît Cosnefroy       | France     | Decathlon-AG2R La Mondiale | + 7 s           |
| 8e | Alex Baudin            | France     | Decathlon-AG2R La Mondiale | + 7 s           |
| 9e | Aurélien Paret-Peintre | France     | Decathlon-AG2R La Mondiale | + 7 s           |
| 10e | Jenno Berckmoes        | Belgique   | Lotto Dstny                | + 11 s          |

| \| Classement général \| Classement général \| Classement général \| Classement général \| Classement général \| \| Coureur \| Coureur \| Pays \| Équipe \| Temps \| \| ------------------ \| ---------------------- \| ------------------ \| -------------------------- \| ------------------ \| \| 1er \| Axel Laurance \| France \| Alpecin-Deceuninck \| 3 h 57 min 00 s \| \| 2e \| Mads Pedersen \| Danemark \| Lidl-Trek \| + 4 s \| \| 3e \| Kévin Vauquelin \| France \| Arkéa-B&B Hotels \| + 6 s \| \| 4e \| Kevin Geniets \| Luxembourg \| Groupama-FDJ \| + 10 s \| \| 5e \| Rémy Rochas \| France \| Groupama-FDJ \| + 14 s \| \| 6e \| Brent Van Moer \| Belgique \| Lotto Dstny \| + 14 s \| \| 7e \| Benoît Cosnefroy \| France \| Decathlon-AG2R La Mondiale \| + 17 s \| \| 8e \| Alex Baudin \| France \| Decathlon-AG2R La Mondiale \| + 17 s \| \| 9e \| Aurélien Paret-Peintre \| France \| Decathlon-AG2R La Mondiale \| + 17 s \| \| 10e \| Jenno Berckmoes \| Belgique \| Lotto Dstny \| + 21 s \| |                        |            |                            |                 |
| |                        |            |                            |                 |
| Source : ProCyclingStats |                        |            |                            |                 |
| Classement général |                        |            |                            |                 |
| Coureur | Coureur                | Pays       | Équipe                     | Temps           |
| 1er | Axel Laurance          | France     | Alpecin-Deceuninck         | 3 h 57 min 00 s |
| 2e | Mads Pedersen          | Danemark   | Lidl-Trek                  | + 4 s           |
| 3e | Kévin Vauquelin        | France     | Arkéa-B&B Hotels           | + 6 s           |
| 4e | Kevin Geniets          | Luxembourg | Groupama-FDJ               | + 10 s          |
| 5e | Rémy Rochas            | France     | Groupama-FDJ               | + 14 s          |
| 6e | Brent Van Moer         | Belgique   | Lotto Dstny                | + 14 s          |
| 7e | Benoît Cosnefroy       | France     | Decathlon-AG2R La Mondiale | + 17 s          |
| 8e | Alex Baudin            | France     | Decathlon-AG2R La Mondiale | + 17 s          |
| 9e | Aurélien Paret-Peintre | France     | Decathlon-AG2R La Mondiale | + 17 s          |
| 10e | Jenno Berckmoes        | Belgique   | Lotto Dstny                | + 21 s          |

### 3eétape
Les sept échappés sont progressivement repris par le peloton. Vainqueur du sprint d'un peloton réduit d’hommes forts, le Danois Mads Pedersen s'empare du maillot de leader grâce aux bonifications à l’arrivée.
| \| Classement de l'étape \| Classement de l'étape \| Classement de l'étape \| Classement de l'étape \| Classement de l'étape \| \| Coureur \| Coureur \| Pays \| Équipe \| Temps \| \| --------------------- \| --------------------- \| --------------------- \| --------------------------- \| --------------------- \| \| 1er \| Mads Pedersen \| Danemark \| Lidl-Trek \| 3 h 43 min 54 s \| \| 2e \| Milan Menten \| Belgique \| Lotto Dstny \| + 0 s \| \| 3e \| Rasmus Tiller \| Norvège \| Uno-X Mobility \| + 0 s \| \| 4e \| Sandy Dujardin \| France \| TotalEnergies \| + 0 s \| \| 5e \| Benoît Cosnefroy \| France \| Decathlon-AG2R La Mondiale \| + 0 s \| \| 6e \| Samuel Leroux \| France \| Van Rysel-Roubaix \| + 0 s \| \| 7e \| Axel Laurance \| France \| Alpecin-Deceuninck \| + 0 s \| \| 8e \| Kenneth Van Rooy \| Belgique \| Bingoal WB \| + 0 s \| \| 9e \| Maxime Jarnet \| France \| Van Rysel-Roubaix \| + 0 s \| \| 10e \| Alexandre Delettre \| France \| Saint Michel-Mavic-Auber 93 \| + 0 s \| |                    |          |                             |                 |
| |                    |          |                             |                 |
| Source : ProCyclingStats |                    |          |                             |                 |
| Classement de l'étape |                    |          |                             |                 |
| Coureur | Coureur            | Pays     | Équipe                      | Temps           |
| 1er | Mads Pedersen      | Danemark | Lidl-Trek                   | 3 h 43 min 54 s |
| 2e | Milan Menten       | Belgique | Lotto Dstny                 | + 0 s           |
| 3e | Rasmus Tiller      | Norvège  | Uno-X Mobility              | + 0 s           |
| 4e | Sandy Dujardin     | France   | TotalEnergies               | + 0 s           |
| 5e | Benoît Cosnefroy   | France   | Decathlon-AG2R La Mondiale  | + 0 s           |
| 6e | Samuel Leroux      | France   | Van Rysel-Roubaix           | + 0 s           |
| 7e | Axel Laurance      | France   | Alpecin-Deceuninck          | + 0 s           |
| 8e | Kenneth Van Rooy   | Belgique | Bingoal WB                  | + 0 s           |
| 9e | Maxime Jarnet      | France   | Van Rysel-Roubaix           | + 0 s           |
| 10e | Alexandre Delettre | France   | Saint Michel-Mavic-Auber 93 | + 0 s           |

| \| Classement général \| Classement général \| Classement général \| Classement général \| Classement général \| \| Coureur \| Coureur \| Pays \| Équipe \| Temps \| \| ------------------ \| ---------------------- \| ------------------ \| -------------------------- \| ------------------ \| \| 1er \| Mads Pedersen \| Danemark \| Lidl-Trek \| 7 h 40 min 48 s \| \| 2e \| Axel Laurance \| France \| Alpecin-Deceuninck \| + 6 s \| \| 3e \| Kévin Vauquelin \| France \| Arkéa-B&B Hotels \| + 12 s \| \| 4e \| Kevin Geniets \| Luxembourg \| Groupama-FDJ \| + 16 s \| \| 5e \| Brent Van Moer \| Belgique \| Lotto Dstny \| + 20 s \| \| 6e \| Rémy Rochas \| France \| Groupama-FDJ \| + 20 s \| \| 7e \| Benoît Cosnefroy \| France \| Decathlon-AG2R La Mondiale \| + 23 s \| \| 8e \| Aurélien Paret-Peintre \| France \| Decathlon-AG2R La Mondiale \| + 23 s \| \| 9e \| Alex Baudin \| France \| Decathlon-AG2R La Mondiale \| + 23 s \| \| 10e \| Jenno Berckmoes \| Belgique \| Lotto Dstny \| + 27 s \| |                        |            |                            |                 |
| |                        |            |                            |                 |
| Source : ProCyclingStats |                        |            |                            |                 |
| Classement général |                        |            |                            |                 |
| Coureur | Coureur                | Pays       | Équipe                     | Temps           |
| 1er | Mads Pedersen          | Danemark   | Lidl-Trek                  | 7 h 40 min 48 s |
| 2e | Axel Laurance          | France     | Alpecin-Deceuninck         | + 6 s           |
| 3e | Kévin Vauquelin        | France     | Arkéa-B&B Hotels           | + 12 s          |
| 4e | Kevin Geniets          | Luxembourg | Groupama-FDJ               | + 16 s          |
| 5e | Brent Van Moer         | Belgique   | Lotto Dstny                | + 20 s          |
| 6e | Rémy Rochas            | France     | Groupama-FDJ               | + 20 s          |
| 7e | Benoît Cosnefroy       | France     | Decathlon-AG2R La Mondiale | + 23 s          |
| 8e | Aurélien Paret-Peintre | France     | Decathlon-AG2R La Mondiale | + 23 s          |
| 9e | Alex Baudin            | France     | Decathlon-AG2R La Mondiale | + 23 s          |
| 10e | Jenno Berckmoes        | Belgique   | Lotto Dstny                | + 27 s          |

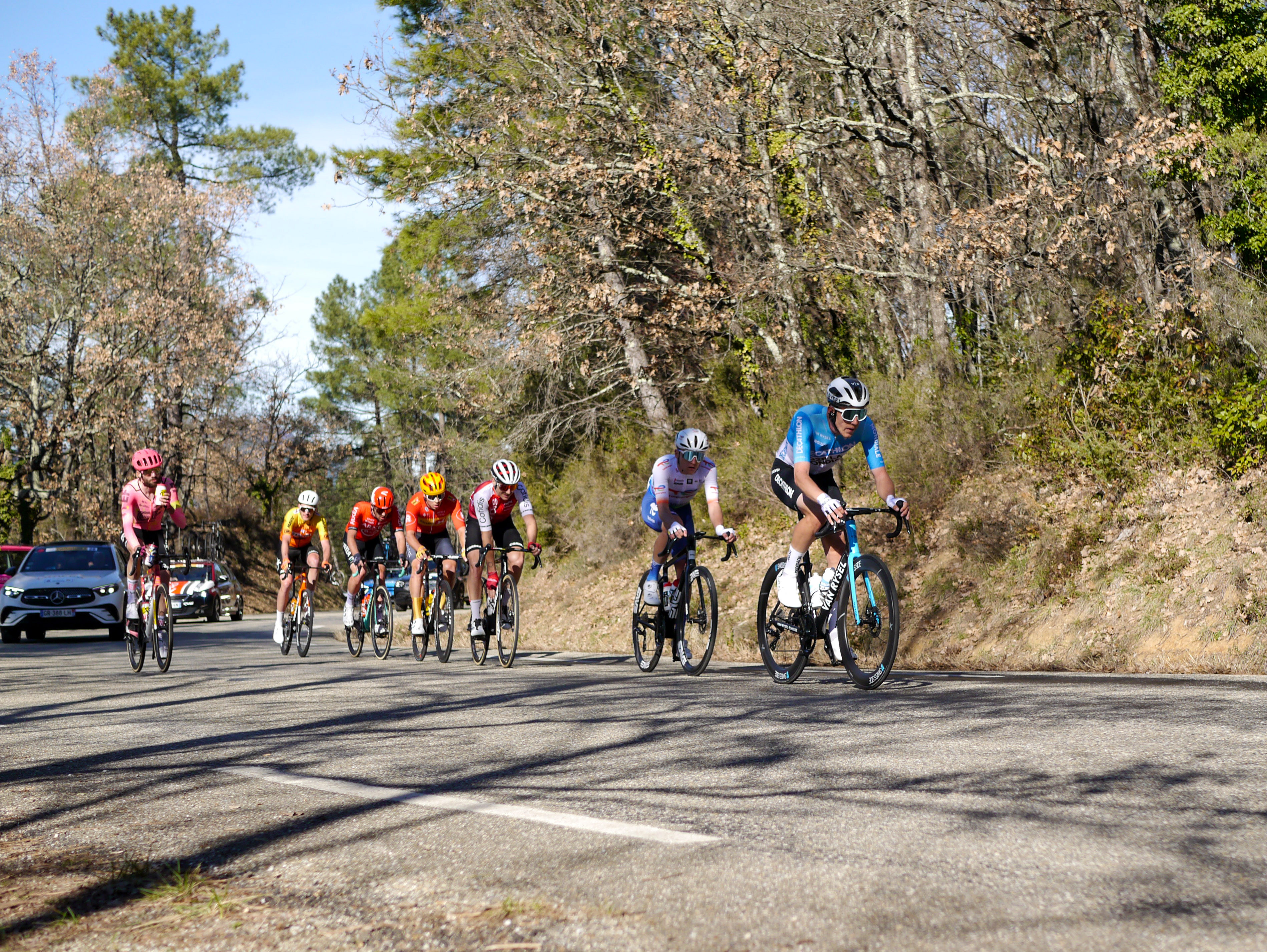
L'échappée en début d'étape.
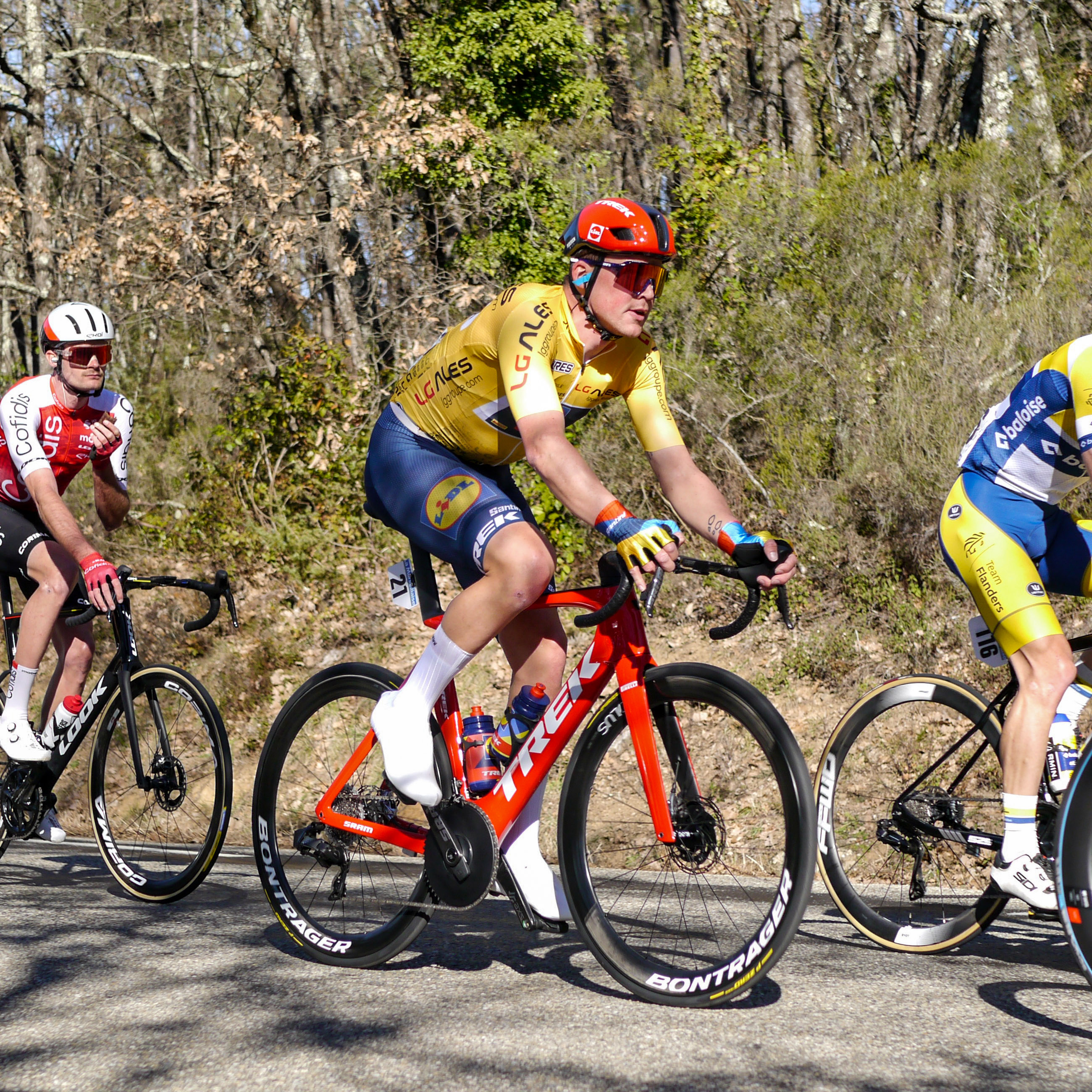
Mads Pedersen dans une côte en début d'étape.
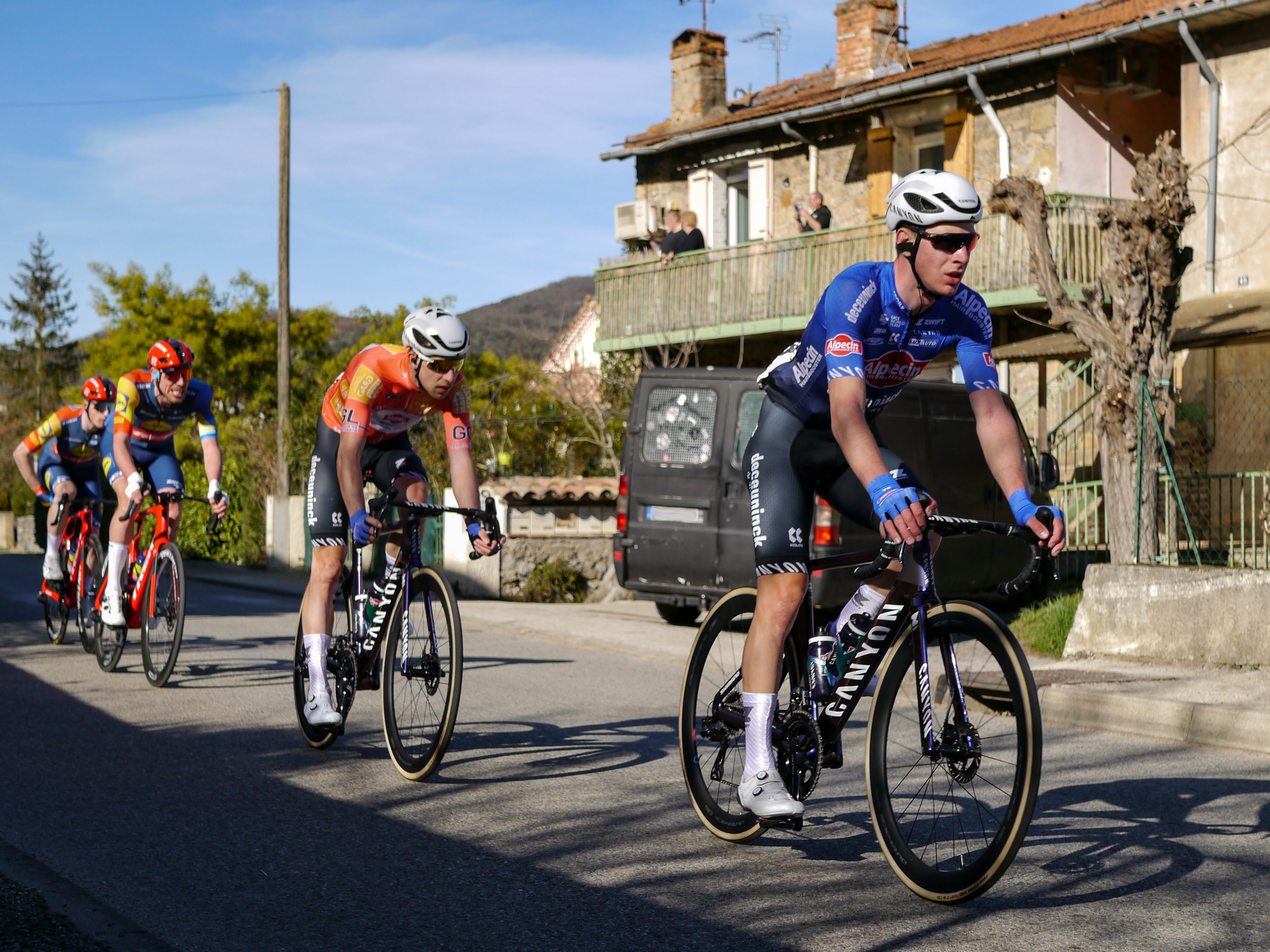
Axel Laurance portant le maillot de leader, il sera perdu à l'issue de l'étape.

### 4eétape
Les échappés du jour sont Dries De Bondt (Decathlon AG2R La Mondiale), Stefan Bissegger (EF-EasyPost), Léo Danès (CIC U Nantes Atlantique), Jonas Iversby Hvideberg (Uno-X Mobility) et Samuel Leroux (Van Rysel-Roubaix). Cette échappée s’entend bien et compte encore 1 min 30 d’avance à 20 kilomètres de l’arrivée, et au pied du Col de Tharaux à 4 kilomètres de l’arrivée, elle compte toujours 1 minute d’avance. C’est finalement Samuel Leroux qui s’impose au sprint devant Stefan Bissegger et Dries De Bondt. Magnus Cort Nielsen règle le peloton et prend la cinquième place derrière son coéquipier Jonas Hvideberg.

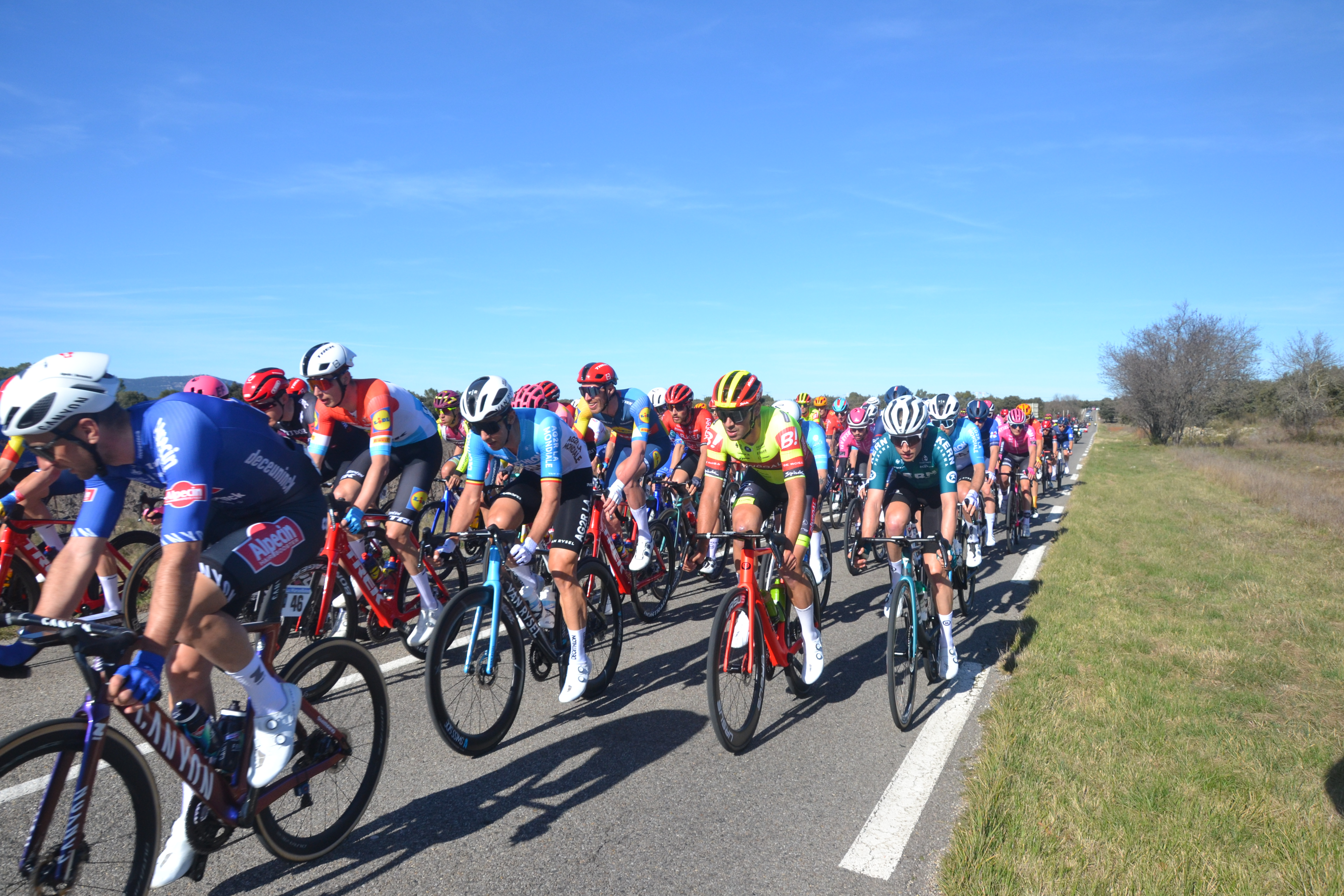
Dries De Bondt au centre gauche de l'image, encore dans le peloton, finira troisième de l'étape.

| \| Classement de l'étape \| Classement de l'étape \| Classement de l'étape \| Classement de l'étape \| Classement de l'étape \| \| Coureur \| Coureur \| Pays \| Équipe \| Temps \| \| --------------------- \| ----------------------- \| --------------------- \| -------------------------- \| --------------------- \| \| 1er \| Samuel Leroux \| France \| Van Rysel-Roubaix \| 3 h 28 min 32 s \| \| 2e \| Stefan Bissegger \| Suisse \| EF Education-EasyPost \| + 0 s \| \| 3e \| Dries De Bondt \| Belgique \| Decathlon-AG2R La Mondiale \| + 0 s \| \| 4e \| Jonas Iversby Hvideberg \| Norvège \| Uno-X Mobility \| + 2 s \| \| 5e \| Magnus Cort Nielsen \| Danemark \| Uno-X Mobility \| + 2 s \| \| 6e \| Alberto Bettiol \| Italie \| EF Education-EasyPost \| + 2 s \| \| 7e \| Jenno Berckmoes \| Belgique \| Lotto Dstny \| + 2 s \| \| 8e \| Rasmus Tiller \| Norvège \| Uno-X Mobility \| + 2 s \| \| 9e \| Mads Pedersen \| Danemark \| Lidl-Trek \| + 2 s \| \| 10e \| Timo Kielich \| Belgique \| Alpecin-Deceuninck \| + 2 s \| |                         |          |                            |                 |
| |                         |          |                            |                 |
| Source : ProCyclingStats |                         |          |                            |                 |
| Classement de l'étape |                         |          |                            |                 |
| Coureur | Coureur                 | Pays     | Équipe                     | Temps           |
| 1er | Samuel Leroux           | France   | Van Rysel-Roubaix          | 3 h 28 min 32 s |
| 2e | Stefan Bissegger        | Suisse   | EF Education-EasyPost      | + 0 s           |
| 3e | Dries De Bondt          | Belgique | Decathlon-AG2R La Mondiale | + 0 s           |
| 4e | Jonas Iversby Hvideberg | Norvège  | Uno-X Mobility             | + 2 s           |
| 5e | Magnus Cort Nielsen     | Danemark | Uno-X Mobility             | + 2 s           |
| 6e | Alberto Bettiol         | Italie   | EF Education-EasyPost      | + 2 s           |
| 7e | Jenno Berckmoes         | Belgique | Lotto Dstny                | + 2 s           |
| 8e | Rasmus Tiller           | Norvège  | Uno-X Mobility             | + 2 s           |
| 9e | Mads Pedersen           | Danemark | Lidl-Trek                  | + 2 s           |
| 10e | Timo Kielich            | Belgique | Alpecin-Deceuninck         | + 2 s           |

| \| Classement général \| Classement général \| Classement général \| Classement général \| Classement général \| \| Coureur \| Coureur \| Pays \| Équipe \| Temps \| \| ------------------ \| ---------------------- \| ------------------ \| -------------------------- \| ------------------ \| \| 1er \| Mads Pedersen \| Danemark \| Lidl-Trek \| 11 h 09 min 22 s \| \| 2e \| Axel Laurance \| France \| Alpecin-Deceuninck \| + 6 s \| \| 3e \| Kévin Vauquelin \| France \| Arkéa-B&B Hotels \| + 12 s \| \| 4e \| Kevin Geniets \| Luxembourg \| Groupama-FDJ \| + 16 s \| \| 5e \| Brent Van Moer \| Belgique \| Lotto Dstny \| + 20 s \| \| 6e \| Rémy Rochas \| France \| Groupama-FDJ \| + 20 s \| \| 7e \| Benoît Cosnefroy \| France \| Decathlon-AG2R La Mondiale \| + 23 s \| \| 8e \| Aurélien Paret-Peintre \| France \| Decathlon-AG2R La Mondiale \| + 23 s \| \| 9e \| Alex Baudin \| France \| Decathlon-AG2R La Mondiale \| + 23 s \| \| 10e \| Jenno Berckmoes \| Belgique \| Lotto Dstny \| + 27 s \| |                        |            |                            |                  |
| |                        |            |                            |                  |
| Source : ProCyclingStats |                        |            |                            |                  |
| Classement général |                        |            |                            |                  |
| Coureur | Coureur                | Pays       | Équipe                     | Temps            |
| 1er | Mads Pedersen          | Danemark   | Lidl-Trek                  | 11 h 09 min 22 s |
| 2e | Axel Laurance          | France     | Alpecin-Deceuninck         | + 6 s            |
| 3e | Kévin Vauquelin        | France     | Arkéa-B&B Hotels           | + 12 s           |
| 4e | Kevin Geniets          | Luxembourg | Groupama-FDJ               | + 16 s           |
| 5e | Brent Van Moer         | Belgique   | Lotto Dstny                | + 20 s           |
| 6e | Rémy Rochas            | France     | Groupama-FDJ               | + 20 s           |
| 7e | Benoît Cosnefroy       | France     | Decathlon-AG2R La Mondiale | + 23 s           |
| 8e | Aurélien Paret-Peintre | France     | Decathlon-AG2R La Mondiale | + 23 s           |
| 9e | Alex Baudin            | France     | Decathlon-AG2R La Mondiale | + 23 s           |
| 10e | Jenno Berckmoes        | Belgique   | Lotto Dstny                | + 27 s           |

### 5eétape
Ce contre la montre individuel est remporté par Kévin Vauquelin, avec dix secondes d'avance sur Mads Pedersen : le Français manque la victoire au général pour deux secondes seulement. Alberto Bettiol remonte à la troisième place et complète le podium du classement général.
| \| Classement de l'étape \| Classement de l'étape \| Classement de l'étape \| Classement de l'étape \| Classement de l'étape \| \| Coureur \| Coureur \| Pays \| Équipe \| Temps \| \| --------------------- \| ---------------------- \| --------------------- \| -------------------------- \| --------------------- \| \| 1er \| Kévin Vauquelin \| France \| Arkéa-B&B Hotels \| 15 min 02 s \| \| 2e \| Mads Pedersen \| Danemark \| Lidl-Trek \| + 10 s \| \| 3e \| Alberto Bettiol \| Italie \| EF Education-EasyPost \| + 14 s \| \| 4e \| Ben Healy \| Irlande \| EF Education-EasyPost \| + 22 s \| \| 5e \| Sean Quinn \| États-Unis \| EF Education-EasyPost \| + 24 s \| \| 6e \| Simon Carr \| Royaume-Uni \| EF Education-EasyPost \| + 27 s \| \| 7e \| Stefan Bissegger \| Suisse \| EF Education-EasyPost \| + 36 s \| \| 8e \| Toms Skujiņš \| Lettonie \| Lidl-Trek \| + 37 s \| \| 9e \| Aurélien Paret-Peintre \| France \| Decathlon-AG2R La Mondiale \| + 38 s \| \| 10e \| Jenno Berckmoes \| Belgique \| Lotto Dstny \| + 39 s \| |                        |             |                            |             |
| |                        |             |                            |             |
| Source : ProCyclingStats |                        |             |                            |             |
| Classement de l'étape |                        |             |                            |             |
| Coureur | Coureur                | Pays        | Équipe                     | Temps       |
| 1er | Kévin Vauquelin        | France      | Arkéa-B&B Hotels           | 15 min 02 s |
| 2e | Mads Pedersen          | Danemark    | Lidl-Trek                  | + 10 s      |
| 3e | Alberto Bettiol        | Italie      | EF Education-EasyPost      | + 14 s      |
| 4e | Ben Healy              | Irlande     | EF Education-EasyPost      | + 22 s      |
| 5e | Sean Quinn             | États-Unis  | EF Education-EasyPost      | + 24 s      |
| 6e | Simon Carr             | Royaume-Uni | EF Education-EasyPost      | + 27 s      |
| 7e | Stefan Bissegger       | Suisse      | EF Education-EasyPost      | + 36 s      |
| 8e | Toms Skujiņš           | Lettonie    | Lidl-Trek                  | + 37 s      |
| 9e | Aurélien Paret-Peintre | France      | Decathlon-AG2R La Mondiale | + 38 s      |
| 10e | Jenno Berckmoes        | Belgique    | Lotto Dstny                | + 39 s      |

## Classements finals

### Classement général
| \| Classement général \| Classement général \| Classement général \| Classement général \| Classement général \| \| Coureur \| Coureur \| Pays \| Équipe \| Temps \| \| ------------------ \| ---------------------- \| ------------------ \| -------------------------- \| ------------------ \| \| 1er \| Mads Pedersen \| Danemark \| Lidl-Trek \| 11 h 00 min 58 s \| \| 2e \| Kévin Vauquelin \| France \| Arkéa-B&B Hotels \| + 2 s \| \| 3e \| Alberto Bettiol \| Italie \| EF Education-EasyPost \| + 32 s \| \| 4e \| Ben Healy \| Irlande \| EF Education-EasyPost \| + 43 s \| \| 5e \| Rémy Rochas \| France \| Groupama-FDJ \| + 51 s \| \| 6e \| Aurélien Paret-Peintre \| France \| Decathlon-AG2R La Mondiale \| + 51 s \| \| 7e \| Alex Baudin \| France \| Decathlon-AG2R La Mondiale \| + 54 s \| \| 8e \| Jenno Berckmoes \| Belgique \| Lotto Dstny \| + 56 s \| \| 9e \| Brent Van Moer \| Belgique \| Lotto Dstny \| + 58 s \| \| 10e \| Kevin Geniets \| Luxembourg \| Groupama-FDJ \| + 59 s \| |                        |            |                            |                  |
| |                        |            |                            |                  |
| Source : ProCyclingStats |                        |            |                            |                  |
| Classement général |                        |            |                            |                  |
| Coureur | Coureur                | Pays       | Équipe                     | Temps            |
| 1er | Mads Pedersen          | Danemark   | Lidl-Trek                  | 11 h 00 min 58 s |
| 2e | Kévin Vauquelin        | France     | Arkéa-B&B Hotels           | + 2 s            |
| 3e | Alberto Bettiol        | Italie     | EF Education-EasyPost      | + 32 s           |
| 4e | Ben Healy              | Irlande    | EF Education-EasyPost      | + 43 s           |
| 5e | Rémy Rochas            | France     | Groupama-FDJ               | + 51 s           |
| 6e | Aurélien Paret-Peintre | France     | Decathlon-AG2R La Mondiale | + 51 s           |
| 7e | Alex Baudin            | France     | Decathlon-AG2R La Mondiale | + 54 s           |
| 8e | Jenno Berckmoes        | Belgique   | Lotto Dstny                | + 56 s           |
| 9e | Brent Van Moer         | Belgique   | Lotto Dstny                | + 58 s           |
| 10e | Kevin Geniets          | Luxembourg | Groupama-FDJ               | + 59 s           |

### Classements annexes
| Classement par points | Classement par points | Classement par points | Classement par points | Classement par points |
| Coureur               | Coureur               | Pays                  | Équipe                | Points                |
| --------------------- | --------------------- | --------------------- | --------------------- | --------------------- |
| 1er                   | Mads Pedersen         | Danemark              | Lidl-Trek             | 72 pts                |
| 2e                    | Kévin Vauquelin       | France                | Arkéa-B&B Hotels      | 42 pts                |
| 3e                    | Axel Laurance         | France                | Alpecin-Deceuninck    | 37 pts                |
| 4e                    | Samuel Leroux         | France                | Van Rysel-Roubaix     | 35 pts                |
| 5e                    | Alberto Bettiol       | Italie                | EF Education-EasyPost | 30 pts                |

| Classement par points | Classement par points | Classement par points | Classement par points | Classement par points |
| Coureur               | Coureur               | Pays                  | Équipe                | Points                |
| --------------------- | --------------------- | --------------------- | --------------------- | --------------------- |
| 1er                   | Mads Pedersen         | Danemark              | Lidl-Trek             | 72 pts                |
| 2e                    | Kévin Vauquelin       | France                | Arkéa-B&B Hotels      | 42 pts                |
| 3e                    | Axel Laurance         | France                | Alpecin-Deceuninck    | 37 pts                |
| 4e                    | Samuel Leroux         | France                | Van Rysel-Roubaix     | 35 pts                |
| 5e                    | Alberto Bettiol       | Italie                | EF Education-EasyPost | 30 pts                |

| Classement de la montagne | Classement de la montagne | Classement de la montagne | Classement de la montagne  | Classement de la montagne |
| Coureur                   | Coureur                   | Pays                      | Équipe                     | Points                    |
| ------------------------- | ------------------------- | ------------------------- | -------------------------- | ------------------------- |
| 1er                       | Jonas Abrahamsen          | Norvège                   | Uno-X Mobility             | 42 pts                    |
| 2e                        | Jean-Louis Le Ny          | France                    | Nice Métropole Côte d'Azur | 16 pts                    |
| 3e                        | Alexis Gougeard           | France                    | Cofidis                    | 14 pts                    |
| 4e                        | Simon Carr                | Royaume-Uni               | EF Education-EasyPost      | 14 pts                    |
| 5e                        | Dries De Bondt            | Belgique                  | Decathlon-AG2R La Mondiale | 12 pts                    |

| Classement de la montagne | Classement de la montagne | Classement de la montagne | Classement de la montagne  | Classement de la montagne |
| Coureur                   | Coureur                   | Pays                      | Équipe                     | Points                    |
| ------------------------- | ------------------------- | ------------------------- | -------------------------- | ------------------------- |
| 1er                       | Jonas Abrahamsen          | Norvège                   | Uno-X Mobility             | 42 pts                    |
| 2e                        | Jean-Louis Le Ny          | France                    | Nice Métropole Côte d'Azur | 16 pts                    |
| 3e                        | Alexis Gougeard           | France                    | Cofidis                    | 14 pts                    |
| 4e                        | Simon Carr                | Royaume-Uni               | EF Education-EasyPost      | 14 pts                    |
| 5e                        | Dries De Bondt            | Belgique                  | Decathlon-AG2R La Mondiale | 12 pts                    |

| Classement du meilleur jeune | Classement du meilleur jeune | Classement du meilleur jeune | Classement du meilleur jeune | Classement du meilleur jeune |
| Coureur                      | Coureur                      | Pays                         | Équipe                       | Temps                        |
| ---------------------------- | ---------------------------- | ---------------------------- | ---------------------------- | ---------------------------- |
| 1er                          | Kévin Vauquelin              | France                       | Arkéa-B&B Hotels             | 11 h 24 min 36 s             |
| 2e                           | Alex Baudin                  | France                       | Decathlon-AG2R La Mondiale   | + 52 s                       |
| 3e                           | Jenno Berckmoes              | Belgique                     | Lotto Dstny                  | + 54 s                       |
| 4e                           | Axel Laurance                | France                       | Alpecin-Deceuninck           | + 1 min 01 s                 |
| 5e                           | Alec Segaert                 | Belgique                     | Lotto Dstny                  | + 1 min 29 s                 |

| Classement du meilleur jeune | Classement du meilleur jeune | Classement du meilleur jeune | Classement du meilleur jeune | Classement du meilleur jeune |
| Coureur                      | Coureur                      | Pays                         | Équipe                       | Temps                        |
| ---------------------------- | ---------------------------- | ---------------------------- | ---------------------------- | ---------------------------- |
| 1er                          | Kévin Vauquelin              | France                       | Arkéa-B&B Hotels             | 11 h 24 min 36 s             |
| 2e                           | Alex Baudin                  | France                       | Decathlon-AG2R La Mondiale   | + 52 s                       |
| 3e                           | Jenno Berckmoes              | Belgique                     | Lotto Dstny                  | + 54 s                       |
| 4e                           | Axel Laurance                | France                       | Alpecin-Deceuninck           | + 1 min 01 s                 |
| 5e                           | Alec Segaert                 | Belgique                     | Lotto Dstny                  | + 1 min 29 s                 |

| Classement par équipes | Classement par équipes     | Classement par équipes | Classement par équipes |
| Équipe                 | Équipe                     | Pays                   | Temps                  |
| ---------------------- | -------------------------- | ---------------------- | ---------------------- |
| 1re                    | Decathlon-AG2R La Mondiale | France                 | 34 h 16 min 26 s       |
| 2e                     | Groupama-FDJ               | France                 | + 24 s                 |
| 3e                     | Lotto Dstny                | Belgique               | + 41 s                 |
| 4e                     | EF Education-EasyPost      | États-Unis             | + 53 s                 |
| 5e                     | Cofidis                    | France                 | + 1 min 55 s           |

| Classement par équipes | Classement par équipes     | Classement par équipes | Classement par équipes |
| Équipe                 | Équipe                     | Pays                   | Temps                  |
| ---------------------- | -------------------------- | ---------------------- | ---------------------- |
| 1re                    | Decathlon-AG2R La Mondiale | France                 | 34 h 16 min 26 s       |
| 2e                     | Groupama-FDJ               | France                 | + 24 s                 |
| 3e                     | Lotto Dstny                | Belgique               | + 41 s                 |
| 4e                     | EF Education-EasyPost      | États-Unis             | + 53 s                 |
| 5e                     | Cofidis                    | France                 | + 1 min 55 s           |

## Classements UCI
La course attribue des points aux coureurs pour le Classement mondial UCI 2024 selon le barème suivant:
| Position           | 1er | 2e | 3e | 4e | 5e | 6e | 7e | 8e | 9e | 10e | 11e | 12e | 13e à 15e | 16e à 25e |
| Classement général | 125 | 85 | 70 | 60 | 50 | 40 | 35 | 30 | 25 | 20  | 15  | 10  | 5         | 3         |
| Par étapes         | 14  | 5  | 3  |    |    |    |    |    |    |     |     |     |           |           |
| Leader             | 3   |    |    |    |    |    |    |    |    |     |     |     |           |           |

### Points gagnés à l'issue de la course
| Rang | Coureur         | Équipe           | Général | Étape | Leader | Total |
| ---- | --------------- | ---------------- | ------- | ----- | ------ | ----- |
| 1er  | Mads Pedersen   | LidlTrek         | 125     | 24    | 6      | 155   |
| 2e   | Kévin Vauquelin | Arkéa-B&B Hotels | 85      | 17    | -      | 102   |
| 3e   | Alberto Bettiol | EF Education     | 70      | 3     | -      | 73    |
| 4e   | Ben Healy       | EF-Education     | 60      | -     | -      | 60    |
| 5e   | Rémy Rochas     | Groupama-FDJ     | 50      | -     | -      | 50    |

## Évolution des classements
| Étape              | Vainqueur          | Classement général | Classement de la montagne | Classement par points | Classement des jeunes | Classement par équipes     |
| ------------------ | ------------------ | ------------------ | ------------------------- | --------------------- | --------------------- | -------------------------- |
| 1                  | annulé             | non-attribué       | non-attribué              | non-attribué          | non-attribué          | non-attribué               |
| 2                  | Axel Laurance      | Axel Laurance      | Jean-Louis Le Ny          | Axel Laurance         | Axel Laurance         | Groupama-FDJ               |
| 3                  | Mads Pedersen      | Mads Pedersen      | Jonas Abrahamsen          | Mads Pedersen         | Axel Laurance         | Groupama-FDJ               |
| 4                  | Samuel Leroux      | Mads Pedersen      | Jonas Abrahamsen          | Mads Pedersen         | Axel Laurance         | Decathlon AG2R La Mondiale |
| 5                  | Kévin Vauquelin    | Mads Pedersen      | Jonas Abrahamsen          | Mads Pedersen         | Kévin Vauquelin       | Decathlon AG2R La Mondiale |
| Classements finals | Classements finals | Mads Pedersen      | Jonas Abrahamsen          | Mads Pedersen         | Kévin Vauquelin       | Decathlon AG2R La Mondiale |

## Liste des participants
| Légende                             | Légende                                                                                                  | Légende                                | Légende                                                                                                  |
| ----------------------------------- | --- | -------------------------------------- | --- |
| Num                                 | Dossard de départ porté par le coureur sur cette Étoile de Bessèges                                      | Pos                                    | Position finale au classement général                                                                    |
| Leader du classement général        | Indique le vainqueur du classement général                                                               | Leader du classement par points        | Indique le vainqueur du classement par points                                                            |
| Leader du classement de la montagne | Indique le vainqueur du classement de la montagne                                                        | Leader du classement du meilleur jeune | Indique le vainqueur du classement du meilleur jeune                                                     |
|                                     | Indique un maillot de champion national ou mondial, suivi de sa spécialité                               | #                                      | Indique la meilleure équipe                                                                              |
| NP                                  | Indique un coureur qui n'a pas pris le départ d'une étape, suivi du numéro de l'étape où il s'est retiré | AB                                     | Indique un coureur qui n'a pas terminé une étape, suivi du numéro de l'étape où il s'est retiré          |
| HD                                  | Indique un coureur qui a terminé une étape hors des délais, suivi du numéro de l'étape                   | *                                      | Indique un coureur en lice pour le classement du meilleur jeune (coureurs nés après le 1er janvier 1998) |

| EF Education-EasyPost EFE | EF Education-EasyPost EFE | EF Education-EasyPost EFE |
| ------------------------- | ------------------------- | ------------------------- |
| Num                       | Coureur                   | Pos                       |
| 1                         | Alberto Bettiol (ITA)     | 3e                        |
| 2                         | Stefan Bissegger (SUI)    | 67e                       |
| 3                         | Simon Carr (GBR)          | 83e                       |
| 4                         | Ben Healy (IRL) (route)   | 4e                        |
| 5                         | Lukas Nerurkar (GBR)      | 59e                       |
| 6                         | Sean Quinn (USA)          | 68e                       |
| 7                         | Darren Rafferty (IRL)     | 65e                       |

| Decathlon-AG2R La Mondiale DAT | Decathlon-AG2R La Mondiale DAT | Decathlon-AG2R La Mondiale DAT |
| ------------------------------ | ------------------------------ | ------------------------------ |
| Num                            | Coureur                        | Pos                            |
| 11                             | Benoît Cosnefroy (FRA)         | 13e                            |
| 12                             | Alex Baudin (FRA)              | 7e                             |
| 13                             | Dries De Bondt (BEL)           | 49e                            |
| 14                             | Sander De Pestel (BEL)         | 39e                            |
| 15                             | Aurélien Paret-Peintre (FRA)   | 6e                             |
| 16                             | Valentin Retailleau (FRA)      | 45e                            |
| 17                             | Damien Touzé (FRA)             | 25e                            |

| Lidl-Trek LTK | Lidl-Trek LTK        | Lidl-Trek LTK |
| ------------- | -------------------- | ------------- |
| Num           | Coureur              | Pos           |
| 21            | Mads Pedersen (DEN)  | 1er           |
| 22            | Julien Bernard (FRA) | 79e           |
| 23            | Tim Declercq (BEL)   | 105e          |
| 24            | Daan Hoole (NED)     | AB-3          |
| 25            | Alex Kirsch (LUX)    | 62e           |
| 26            | Toms Skujiņš (LAT)   | 11e           |
| 27            | Otto Vergaerde (BEL) | 107e          |

| Cofidis COF | Cofidis COF            | Cofidis COF |
| ----------- | ---------------------- | ----------- |
| Num         | Coureur                | Pos         |
| 31          | Benjamin Thomas (FRA)  | 27e         |
| 32          | Anthony Perez (FRA)    | 16e         |
| 33          | Thomas Champion (FRA)  | 22e         |
| 34          | Alexis Gougeard (FRA)  | 60e         |
| 36          | Christophe Noppe (BEL) | 101e        |
| 37          | Harrison Wood (GBR)    | 85e         |

| Alpecin-Deceuninck ADC | Alpecin-Deceuninck ADC  | Alpecin-Deceuninck ADC |
| ---------------------- | ----------------------- | ---------------------- |
| Num                    | Coureur                 | Pos                    |
| 41                     | Axel Laurance (FRA)     | 12e                    |
| 42                     | Ramses Debruyne (BEL)   | 100e                   |
| 43                     | Simon Dehairs (BEL)     | 121e                   |
| 44                     | Robbe Ghys (BEL)        | 123e                   |
| 45                     | Timo Kielich (BEL)      | 61e                    |
| 46                     | Edward Planckaert (BEL) | 95e                    |
| 47                     | Luca Vergallito (ITA)   | 41e                    |

| Groupama-FDJ GFC | Groupama-FDJ GFC       | Groupama-FDJ GFC |
| ---------------- | ---------------------- | ---------------- |
| Num              | Coureur                | Pos              |
| 51               | Kevin Geniets (LUX)    | 10e              |
| 52               | Cyril Barthe (FRA)     | 53e              |
| 53               | Eddy Le Huitouze (FRA) | 110e             |
| 54               | Quentin Pacher (FRA)   | 17e              |
| 55               | Rémy Rochas (FRA)      | 5e               |
| 56               | Marc Sarreau (FRA)     | 102e             |
| 57               | Thibaud Gruel (FRA)    | 112e             |

| Lotto Dstny LTD | Lotto Dstny LTD          | Lotto Dstny LTD |
| --------------- | ------------------------ | --------------- |
| Num             | Coureur                  | Pos             |
| 61              | Jenno Berckmoes (BEL)    | 8e              |
| 62              | Jarrad Drizners (AUS)    | 103e            |
| 63              | Sébastien Grignard (BEL) | 57e             |
| 64              | Milan Menten (BEL)       | 38e             |
| 65              | Alec Segaert (BEL)       | 19e             |
| 66              | Lionel Taminiaux (BEL)   | 93e             |
| 67              | Brent Van Moer (BEL)     | 9e              |

| Arkéa-B&B Hotels ARK | Arkéa-B&B Hotels ARK     | Arkéa-B&B Hotels ARK |
| -------------------- | ------------------------ | -------------------- |
| Num                  | Coureur                  | Pos                  |
| 71                   | Kévin Vauquelin (FRA)    | 2e                   |
| 72                   | Luca Mozzato (ITA)       | 114e                 |
| 73                   | Mathis Le Berre (FRA)    | NP-5                 |
| 74                   | Thibault Guernalec (FRA) | 71e                  |
| 75                   | Simon Guglielmi (FRA)    | 89e                  |
| 76                   | Alan Riou (FRA)          | 117e                 |

| Arkéa-B&B Hôtels Continentale ___ | Arkéa-B&B Hôtels Continentale ___ | Arkéa-B&B Hôtels Continentale ___ |
| --------------------------------- | --------------------------------- | --------------------------------- |
| Num                               | Coureur                           | Pos                               |
| 77                                | Pierre Thierry (FRA)              | 91e                               |

| Uno-X Mobility UXM | Uno-X Mobility UXM            | Uno-X Mobility UXM |
| ------------------ | ----------------------------- | ------------------ |
| Num                | Coureur                       | Pos                |
| 81                 | Magnus Cort Nielsen (DEN)     | 18e                |
| 82                 | Jonas Abrahamsen (NOR)        | 87e                |
| 83                 | Markus Hoelgaard (NOR)        | 15e                |
| 84                 | Jonas Iversby Hvideberg (NOR) | 86e                |
| 85                 | Andreas Leknessund (NOR)      | 31e                |
| 86                 | Alexander Kristoff (NOR)      | 99e                |
| 87                 | Rasmus Tiller (NOR)           | 51e                |

| TotalEnergies TEN | TotalEnergies TEN        | TotalEnergies TEN |
| ----------------- | ------------------------ | ----------------- |
| Num               | Coureur                  | Pos               |
| 91                | Mathieu Burgaudeau (FRA) | 14e               |
| 92                | Thomas Bonnet (FRA)      | 84e               |
| 93                | Sandy Dujardin (FRA)     | 42e               |
| 94                | Valentin Ferron (FRA)    | 44e               |
| 95                | Thomas Gachignard (FRA)  | 63e               |
| 96                | Fabien Grellier (FRA)    | 104e              |
| 97                | Alexis Vuillermoz (FRA)  | 54e               |

| Tudor Pro Cycling Team TUD | Tudor Pro Cycling Team TUD   | Tudor Pro Cycling Team TUD |
| -------------------------- | ---------------------------- | -------------------------- |
| Num                        | Coureur                      | Pos                        |
| 101                        | Marco Brenner (GER)          | 56e                        |
| 102                        | Jacob Eriksson (SWE)         | 113e                       |
| 103                        | Miká Heming (GER)            | 64e                        |
| 104                        | Arthur Kluckers (LUX)        | 35e                        |
| 105                        | Lucas Eriksson (SWE) (route) | 80e                        |
| 106                        | Florian Stork (GER)          | 29e                        |
| 107                        | Nils Brun (SUI)              | 34e                        |

| Team Flanders-Baloise TFB | Team Flanders-Baloise TFB | Team Flanders-Baloise TFB |
| ------------------------- | ------------------------- | ------------------------- |
| Num                       | Coureur                   | Pos                       |
| 111                       | Arno Claeys (BEL)         | 120e                      |
| 112                       | Alex Colman (BEL)         | 70e                       |
| 113                       | Gilles De Wilde (BEL)     | HD-5                      |
| 114                       | Jules Hesters (BEL)       | 122e                      |
| 115                       | Vincent Van Hemelen (BEL) | 43e                       |
| 116                       | Kamiel Bonneu (BEL)       | 90e                       |
| 117                       | Ward Vanhoof (BEL)        | 58e                       |

| Team Corratec-Vini Fantini COR | Team Corratec-Vini Fantini COR | Team Corratec-Vini Fantini COR |
| ------------------------------ | ------------------------------ | ------------------------------ |
| Num                            | Coureur                        | Pos                            |
| 121                            | Valerio Conti (ITA)            | 74e                            |
| 122                            | Valentin Darbellay (SUI)       | 98e                            |
| 123                            | Marco Murgano (ITA)            | 78e                            |
| 124                            | Jan Stöckli (SUI)              | 72e                            |
| 125                            | Etienne van Empel (NED)        | 115e                           |
| 126                            | Alessandro Monaco (ITA)        | AB-3                           |
| 127                            | Andrii Ponomar (UKR)           | 32e                            |

| Bingoal WB BWB | Bingoal WB BWB         | Bingoal WB BWB |
| -------------- | ---------------------- | -------------- |
| Num            | Coureur                | Pos            |
| 131            | Cériel Desal (BEL)     | 73e            |
| 132            | Luca De Meester (BEL)  | HD-5           |
| 133            | Luca Van Boven (BEL)   | 50e            |
| 134            | Jelle Vermoote (BEL)   | 76e            |
| 135            | Kenneth Van Rooy (BEL) | 36e            |
| 136            | Giacomo Villa (ITA)    | 48e            |
| 137            | Louka Matthys (BEL)    | 46e            |

| Equipo Kern Pharma EKP | Equipo Kern Pharma EKP   | Equipo Kern Pharma EKP |
| ---------------------- | ------------------------ | ---------------------- |
| Num                    | Coureur                  | Pos                    |
| 141                    | Pau Miquel (ESP)         | 33e                    |
| 142                    | Urko Berrade (ESP)       | 20e                    |
| 143                    | Danny van der Tuuk (POL) | 118e                   |
| 144                    | Martí Márquez (ESP)      | 116e                   |
| 145                    | Francisco Galván (ESP)   | 30e                    |
| 146                    | Mikel Retegi (ESP)       | 106e                   |
| 147                    | Hugo Aznar (ESP)         | HD-2                   |

| Saint Michel-Mavic-Auber 93 AUB | Saint Michel-Mavic-Auber 93 AUB | Saint Michel-Mavic-Auber 93 AUB |
| ------------------------------- | ------------------------------- | ------------------------------- |
| Num                             | Coureur                         | Pos                             |
| 151                             | Alexandre Delettre (FRA)        | 21e                             |
| 152                             | Jérémy Cabot (FRA)              | 24e                             |
| 153                             | Romain Cardis (FRA)             | 88e                             |
| 154                             | Dillon Corkery (IRL)            | 82e                             |
| 155                             | Joris Delbove (FRA)             | 37e                             |
| 156                             | Jérémy Lecroq (FRA)             | 119e                            |
| 157                             | Théo Delacroix (FRA)            | 81e                             |

| Van Rysel-Roubaix VRR | Van Rysel-Roubaix VRR     | Van Rysel-Roubaix VRR |
| --------------------- | ------------------------- | --------------------- |
| Num                   | Coureur                   | Pos                   |
| 161                   | Kenny Molly (BEL)         | 75e                   |
| 162                   | Rémi Capron (FRA)         | 47e                   |
| 163                   | Maxime Jarnet (FRA)       | 40e                   |
| 164                   | Maximilien Juillard (FRA) | 69e                   |
| 165                   | Samuel Leroux (FRA)       | 26e                   |
| 166                   | Emmanuel Morin (FRA)      | 66e                   |
| 167                   | Valentin Tabellion (FRA)  | 77e                   |

| CIC U Nantes Atlantique UCN | CIC U Nantes Atlantique UCN | CIC U Nantes Atlantique UCN |
| --------------------------- | --------------------------- | --------------------------- |
| Num                         | Coureur                     | Pos                         |
| 171                         | Pierre-Henry Basset (FRA)   | 55e                         |
| 172                         | Enzo Boulet (FRA)           | 108e                        |
| 173                         | Clément Braz Afonso (FRA)   | 23e                         |
| 174                         | Léo Danès (FRA)             | 94e                         |
| 175                         | Maël Guégan (FRA)           | 97e                         |
| 176                         | Matisse Julien (CAN)        | 92e                         |
| 177                         | Jon Rye-Johnsen (NOR)       | NP-5                        |

| Nice Métropole Côte d'Azur NMC | Nice Métropole Côte d'Azur NMC | Nice Métropole Côte d'Azur NMC |
| ------------------------------ | ------------------------------ | ------------------------------ |
| Num                            | Coureur                        | Pos                            |
| 181                            | Jonathan Couanon (FRA)         | 52e                            |
| 182                            | Damien Girard (FRA)            | HD-5                           |
| 183                            | Paul Hennequin (FRA)           | 124e                           |
| 184                            | Jean-Louis Le Ny (FRA)         | 111e                           |
| 185                            | Andrea Mifsud                  | 28e                            |
| 186                            | Alexander Konijn (NED)         | 109e                           |
| 187                            | Melvin Crommelinck (FRA)       | 96e                            |

| EF Education-EasyPost EFE | EF Education-EasyPost EFE | EF Education-EasyPost EFE |
| ------------------------- | ------------------------- | ------------------------- |
| Num                       | Coureur                   | Pos                       |
| 1                         | Alberto Bettiol (ITA)     | 3e                        |
| 2                         | Stefan Bissegger (SUI)    | 67e                       |
| 3                         | Simon Carr (GBR)          | 83e                       |
| 4                         | Ben Healy (IRL) (route)   | 4e                        |
| 5                         | Lukas Nerurkar (GBR)      | 59e                       |
| 6                         | Sean Quinn (USA)          | 68e                       |
| 7                         | Darren Rafferty (IRL)     | 65e                       |

| Decathlon-AG2R La Mondiale DAT | Decathlon-AG2R La Mondiale DAT | Decathlon-AG2R La Mondiale DAT |
| ------------------------------ | ------------------------------ | ------------------------------ |
| Num                            | Coureur                        | Pos                            |
| 11                             | Benoît Cosnefroy (FRA)         | 13e                            |
| 12                             | Alex Baudin (FRA)              | 7e                             |
| 13                             | Dries De Bondt (BEL)           | 49e                            |
| 14                             | Sander De Pestel (BEL)         | 39e                            |
| 15                             | Aurélien Paret-Peintre (FRA)   | 6e                             |
| 16                             | Valentin Retailleau (FRA)      | 45e                            |
| 17                             | Damien Touzé (FRA)             | 25e                            |

| Lidl-Trek LTK | Lidl-Trek LTK        | Lidl-Trek LTK |
| ------------- | -------------------- | ------------- |
| Num           | Coureur              | Pos           |
| 21            | Mads Pedersen (DEN)  | 1er           |
| 22            | Julien Bernard (FRA) | 79e           |
| 23            | Tim Declercq (BEL)   | 105e          |
| 24            | Daan Hoole (NED)     | AB-3          |
| 25            | Alex Kirsch (LUX)    | 62e           |
| 26            | Toms Skujiņš (LAT)   | 11e           |
| 27            | Otto Vergaerde (BEL) | 107e          |

| Cofidis COF | Cofidis COF            | Cofidis COF |
| ----------- | ---------------------- | ----------- |
| Num         | Coureur                | Pos         |
| 31          | Benjamin Thomas (FRA)  | 27e         |
| 32          | Anthony Perez (FRA)    | 16e         |
| 33          | Thomas Champion (FRA)  | 22e         |
| 34          | Alexis Gougeard (FRA)  | 60e         |
| 36          | Christophe Noppe (BEL) | 101e        |
| 37          | Harrison Wood (GBR)    | 85e         |

| Alpecin-Deceuninck ADC | Alpecin-Deceuninck ADC  | Alpecin-Deceuninck ADC |
| ---------------------- | ----------------------- | ---------------------- |
| Num                    | Coureur                 | Pos                    |
| 41                     | Axel Laurance (FRA)     | 12e                    |
| 42                     | Ramses Debruyne (BEL)   | 100e                   |
| 43                     | Simon Dehairs (BEL)     | 121e                   |
| 44                     | Robbe Ghys (BEL)        | 123e                   |
| 45                     | Timo Kielich (BEL)      | 61e                    |
| 46                     | Edward Planckaert (BEL) | 95e                    |
| 47                     | Luca Vergallito (ITA)   | 41e                    |

| Groupama-FDJ GFC | Groupama-FDJ GFC       | Groupama-FDJ GFC |
| ---------------- | ---------------------- | ---------------- |
| Num              | Coureur                | Pos              |
| 51               | Kevin Geniets (LUX)    | 10e              |
| 52               | Cyril Barthe (FRA)     | 53e              |
| 53               | Eddy Le Huitouze (FRA) | 110e             |
| 54               | Quentin Pacher (FRA)   | 17e              |
| 55               | Rémy Rochas (FRA)      | 5e               |
| 56               | Marc Sarreau (FRA)     | 102e             |
| 57               | Thibaud Gruel (FRA)    | 112e             |

| Lotto Dstny LTD | Lotto Dstny LTD          | Lotto Dstny LTD |
| --------------- | ------------------------ | --------------- |
| Num             | Coureur                  | Pos             |
| 61              | Jenno Berckmoes (BEL)    | 8e              |
| 62              | Jarrad Drizners (AUS)    | 103e            |
| 63              | Sébastien Grignard (BEL) | 57e             |
| 64              | Milan Menten (BEL)       | 38e             |
| 65              | Alec Segaert (BEL)       | 19e             |
| 66              | Lionel Taminiaux (BEL)   | 93e             |
| 67              | Brent Van Moer (BEL)     | 9e              |

| Arkéa-B&B Hotels ARK | Arkéa-B&B Hotels ARK     | Arkéa-B&B Hotels ARK |
| -------------------- | ------------------------ | -------------------- |
| Num                  | Coureur                  | Pos                  |
| 71                   | Kévin Vauquelin (FRA)    | 2e                   |
| 72                   | Luca Mozzato (ITA)       | 114e                 |
| 73                   | Mathis Le Berre (FRA)    | NP-5                 |
| 74                   | Thibault Guernalec (FRA) | 71e                  |
| 75                   | Simon Guglielmi (FRA)    | 89e                  |
| 76                   | Alan Riou (FRA)          | 117e                 |

| Arkéa-B&B Hôtels Continentale ___ | Arkéa-B&B Hôtels Continentale ___ | Arkéa-B&B Hôtels Continentale ___ |
| --------------------------------- | --------------------------------- | --------------------------------- |
| Num                               | Coureur                           | Pos                               |
| 77                                | Pierre Thierry (FRA)              | 91e                               |

| Uno-X Mobility UXM | Uno-X Mobility UXM            | Uno-X Mobility UXM |
| ------------------ | ----------------------------- | ------------------ |
| Num                | Coureur                       | Pos                |
| 81                 | Magnus Cort Nielsen (DEN)     | 18e                |
| 82                 | Jonas Abrahamsen (NOR)        | 87e                |
| 83                 | Markus Hoelgaard (NOR)        | 15e                |
| 84                 | Jonas Iversby Hvideberg (NOR) | 86e                |
| 85                 | Andreas Leknessund (NOR)      | 31e                |
| 86                 | Alexander Kristoff (NOR)      | 99e                |
| 87                 | Rasmus Tiller (NOR)           | 51e                |

| TotalEnergies TEN | TotalEnergies TEN        | TotalEnergies TEN |
| ----------------- | ------------------------ | ----------------- |
| Num               | Coureur                  | Pos               |
| 91                | Mathieu Burgaudeau (FRA) | 14e               |
| 92                | Thomas Bonnet (FRA)      | 84e               |
| 93                | Sandy Dujardin (FRA)     | 42e               |
| 94                | Valentin Ferron (FRA)    | 44e               |
| 95                | Thomas Gachignard (FRA)  | 63e               |
| 96                | Fabien Grellier (FRA)    | 104e              |
| 97                | Alexis Vuillermoz (FRA)  | 54e               |

| Tudor Pro Cycling Team TUD | Tudor Pro Cycling Team TUD   | Tudor Pro Cycling Team TUD |
| -------------------------- | ---------------------------- | -------------------------- |
| Num                        | Coureur                      | Pos                        |
| 101                        | Marco Brenner (GER)          | 56e                        |
| 102                        | Jacob Eriksson (SWE)         | 113e                       |
| 103                        | Miká Heming (GER)            | 64e                        |
| 104                        | Arthur Kluckers (LUX)        | 35e                        |
| 105                        | Lucas Eriksson (SWE) (route) | 80e                        |
| 106                        | Florian Stork (GER)          | 29e                        |
| 107                        | Nils Brun (SUI)              | 34e                        |

| Team Flanders-Baloise TFB | Team Flanders-Baloise TFB | Team Flanders-Baloise TFB |
| ------------------------- | ------------------------- | ------------------------- |
| Num                       | Coureur                   | Pos                       |
| 111                       | Arno Claeys (BEL)         | 120e                      |
| 112                       | Alex Colman (BEL)         | 70e                       |
| 113                       | Gilles De Wilde (BEL)     | HD-5                      |
| 114                       | Jules Hesters (BEL)       | 122e                      |
| 115                       | Vincent Van Hemelen (BEL) | 43e                       |
| 116                       | Kamiel Bonneu (BEL)       | 90e                       |
| 117                       | Ward Vanhoof (BEL)        | 58e                       |

| Team Corratec-Vini Fantini COR | Team Corratec-Vini Fantini COR | Team Corratec-Vini Fantini COR |
| ------------------------------ | ------------------------------ | ------------------------------ |
| Num                            | Coureur                        | Pos                            |
| 121                            | Valerio Conti (ITA)            | 74e                            |
| 122                            | Valentin Darbellay (SUI)       | 98e                            |
| 123                            | Marco Murgano (ITA)            | 78e                            |
| 124                            | Jan Stöckli (SUI)              | 72e                            |
| 125                            | Etienne van Empel (NED)        | 115e                           |
| 126                            | Alessandro Monaco (ITA)        | AB-3                           |
| 127                            | Andrii Ponomar (UKR)           | 32e                            |

| Bingoal WB BWB | Bingoal WB BWB         | Bingoal WB BWB |
| -------------- | ---------------------- | -------------- |
| Num            | Coureur                | Pos            |
| 131            | Cériel Desal (BEL)     | 73e            |
| 132            | Luca De Meester (BEL)  | HD-5           |
| 133            | Luca Van Boven (BEL)   | 50e            |
| 134            | Jelle Vermoote (BEL)   | 76e            |
| 135            | Kenneth Van Rooy (BEL) | 36e            |
| 136            | Giacomo Villa (ITA)    | 48e            |
| 137            | Louka Matthys (BEL)    | 46e            |

| Equipo Kern Pharma EKP | Equipo Kern Pharma EKP   | Equipo Kern Pharma EKP |
| ---------------------- | ------------------------ | ---------------------- |
| Num                    | Coureur                  | Pos                    |
| 141                    | Pau Miquel (ESP)         | 33e                    |
| 142                    | Urko Berrade (ESP)       | 20e                    |
| 143                    | Danny van der Tuuk (POL) | 118e                   |
| 144                    | Martí Márquez (ESP)      | 116e                   |
| 145                    | Francisco Galván (ESP)   | 30e                    |
| 146                    | Mikel Retegi (ESP)       | 106e                   |
| 147                    | Hugo Aznar (ESP)         | HD-2                   |

| Saint Michel-Mavic-Auber 93 AUB | Saint Michel-Mavic-Auber 93 AUB | Saint Michel-Mavic-Auber 93 AUB |
| ------------------------------- | ------------------------------- | ------------------------------- |
| Num                             | Coureur                         | Pos                             |
| 151                             | Alexandre Delettre (FRA)        | 21e                             |
| 152                             | Jérémy Cabot (FRA)              | 24e                             |
| 153                             | Romain Cardis (FRA)             | 88e                             |
| 154                             | Dillon Corkery (IRL)            | 82e                             |
| 155                             | Joris Delbove (FRA)             | 37e                             |
| 156                             | Jérémy Lecroq (FRA)             | 119e                            |
| 157                             | Théo Delacroix (FRA)            | 81e                             |

| Van Rysel-Roubaix VRR | Van Rysel-Roubaix VRR     | Van Rysel-Roubaix VRR |
| --------------------- | ------------------------- | --------------------- |
| Num                   | Coureur                   | Pos                   |
| 161                   | Kenny Molly (BEL)         | 75e                   |
| 162                   | Rémi Capron (FRA)         | 47e                   |
| 163                   | Maxime Jarnet (FRA)       | 40e                   |
| 164                   | Maximilien Juillard (FRA) | 69e                   |
| 165                   | Samuel Leroux (FRA)       | 26e                   |
| 166                   | Emmanuel Morin (FRA)      | 66e                   |
| 167                   | Valentin Tabellion (FRA)  | 77e                   |

| CIC U Nantes Atlantique UCN | CIC U Nantes Atlantique UCN | CIC U Nantes Atlantique UCN |
| --------------------------- | --------------------------- | --------------------------- |
| Num                         | Coureur                     | Pos                         |
| 171                         | Pierre-Henry Basset (FRA)   | 55e                         |
| 172                         | Enzo Boulet (FRA)           | 108e                        |
| 173                         | Clément Braz Afonso (FRA)   | 23e                         |
| 174                         | Léo Danès (FRA)             | 94e                         |
| 175                         | Maël Guégan (FRA)           | 97e                         |
| 176                         | Matisse Julien (CAN)        | 92e                         |
| 177                         | Jon Rye-Johnsen (NOR)       | NP-5                        |

| Nice Métropole Côte d'Azur NMC | Nice Métropole Côte d'Azur NMC | Nice Métropole Côte d'Azur NMC |
| ------------------------------ | ------------------------------ | ------------------------------ |
| Num                            | Coureur                        | Pos                            |
| 181                            | Jonathan Couanon (FRA)         | 52e                            |
| 182                            | Damien Girard (FRA)            | HD-5                           |
| 183                            | Paul Hennequin (FRA)           | 124e                           |
| 184                            | Jean-Louis Le Ny (FRA)         | 111e                           |
| 185                            | Andrea Mifsud                  | 28e                            |
| 186                            | Alexander Konijn (NED)         | 109e                           |
| 187                            | Melvin Crommelinck (FRA)       | 96e                            |